# Kitschdorf
Kitschdorf ist eine Ortschaft in der Gemeinde Klein St. Paul im Bezirk Sankt Veit an der Glan in Kärnten (Österreich). Die Ortschaft hat 105 Einwohner (Stand 1. Jänner 2024).

## Lage
Die Ortschaft liegt im Görtschitztal, unmittelbar südlich von Wieting. Die Häuser östlich der Görtschitztal Straße sind auf dem Gebiet der Katastralgemeinde Dullberg, die Häuser westlich der Straße auf dem Gebiet der Katastralgemeinde Wieting.
Im Ort gibt es folgende Hofnamen: Zineg (Nr. 1), Kitschschmied (Nr. 15), Scheerer (Nr. 19), Bindter (Nr. 20), Kitschbauer (Nr. 22) und Jägerkeusche (Nr. 40).

## Geschichte
Der Ort wird um 1190 als Chitse erwähnt, was sich vermutlich von einem slawischen Personennamen ableitet. In der ersten Hälfte des 19. Jahrhunderts gehörte der Ort zum Steuerbezirk Wieting. Bei Gründung der Ortsgemeinden im Zuge der Reformen nach der Revolution 1848/49 kam Kitschdorf an die Gemeinde Wieting. Bei der Gemeindestrukturreform 1973 kam Kitschdorf an die Gemeinde Klein Sankt Paul.

## Bevölkerungsentwicklung
Für die Ortschaft ermittelte man folgende Einwohnerzahlen:
- 1869: 8 Häuser, 49 Einwohner[3]
- 1880: 9 Häuser, 41 Einwohner[4]
- 1890: 8 Häuser, 53 Einwohner[5]
- 1900: 8 Häuser, 50 Einwohner[6]
- 1910: 10 Häuser, 89 Einwohner[7]
- 1923: 10 Häuser, 74 Einwohner[8]
- 1934: 100 Einwohner[9]
- 1961: 19 Häuser, 99 Einwohner[10]
- 2001: 37 Gebäude (davon 33 mit Hauptwohnsitz) mit 59 Wohnungen; 138 Einwohner und 15 Nebenwohnsitzfälle; 54 Haushalte; 0 Arbeitsstätten, 4 land- und forstwirtschaftliche Betriebe[11]
- 2011: 38 Gebäude, 119 Einwohner, 52 Haushalte, 1 Arbeitsstätte[12]
- 2021: 38 Gebäude, 104 Einwohner, 51 Haushalte, 4 Arbeitsstätten[13]